# Katharina av Grekland
Prinsessan Katarina av Grekland, född 4 maj 1913 i Aten, död 2 oktober 2007 i London, var dotter till kung Konstantin I av Grekland och Sofia av Preussen. 
Hon gick i internatskola i England. Då modern, drottning Sofia dog 1932, flyttade hon till Villa Sparta utanför Florens, där hon bodde tillsammans med systern Helena av Grekland. 
När hennes bror besteg Greklands tron 1935 återvände hon till Grekland. När Grekland ockuperades 1941 flydde hon tillsammans med sin bror Paul till Sydafrika. Hon arbetade där som sjuksköterska. 
Hon återvände till England 1946 och gifte sig 1947 i Aten med den engelske majoren Richard Campbell Brandram (1911–1994) De fick sonen Paul, född 1948.